# دونر (دهانه)
دونر یک دهانه برخوردی در ماه‌ است.

## دهانه‌های اقماری
این دهانه ۸ دهانه اقماری دارد.
| Donner | عرض جغرافیایی | طول جغرافیایی | قطر          |
| ------ | ------------- | ------------- | ------------ |
| N      | ۳۳.۲° S       | ۹۷.۱° E       | ۱۹.۰ کیلومتر |
| Q      | ۳۴.۳° S       | ۹۵.۶° E       | ۱۵.۰ کیلومتر |
| P      | ۳۳.۵° S       | ۹۶.۳° E       | ۳۹.۰ کیلومتر |
| S      | ۳۲.۱° S       | ۹۲.۹° E       | ۲۳.۰ کیلومتر |
| R      | ۳۴.۴° S       | ۹۲.۳° E       | ۱۵.۰ کیلومتر |
| T      | ۳۱.۱° S       | ۹۴.۸° E       | ۴۶.۰ کیلومتر |
| V      | ۳۰.۵° S       | ۹۵.۷° E       | ۱۹.۰ کیلومتر |
| Z      | ۲۹.۷° S       | ۹۷.۸° E       | ۱۳.۰ کیلومتر |